# Diócesis de Lansing
La diócesis de Lansing (en latín: Dioecesis Lansingensis y en inglés: Roman Catholic Diocese of Lansing) es una circunscripción eclesiástica de la Iglesia católica en Estados Unidos. Se trata de una diócesis latina, sufragánea de la arquidiócesis de Detroit. Desde el 27 de febrero de 2008 su obispo es Earl Alfred Boyea.

## Territorio y organización
La diócesis tiene 16 098 km² y extiende su jurisdicción sobre los fieles católicos de rito latino residentes en 10 condados del estado de Míchigan: Clinton, Eaton, Genesee, Hillsdale, Ingham, Jackson, Lenawee, Livingston, Shiawassee y Washtenaw.
La sede de la diócesis se encuentra en la ciudad de Lansing, en donde se halla la Catedral de Santa María.
En 2019 en la diócesis existían 74 parroquias.

## Historia
La diócesis fue erigida el 22 de mayo de 1937 con la bula Ecclesiarum in orbe del papa Pío XI, obteniendo el territorio de la diócesis de Detroit (hoy arquidiócesis).
El 19 de diciembre de 1970 cedió una parte de su territorio para la erección de la diócesis de Kalamazoo mediante la bula Qui universae del papa Pablo VI. Al mismo tiempo su territorio se integró con los condados de Lenawee y Washtenaw, antes pertenecientes a la arquidiócesis de Detroit.

## Estadísticas
Según el Anuario Pontificio 2020 la diócesis tenía a fines de 2019 un total de 191 240 fieles bautizados.
| Año                                                                             | Población            | Población | Población      | Sacerdotes | Sacerdotes    | Sacerdotes    | Bautizados por sacerdote | Diáconos permanentes | Religiosos | Religiosos | Parroquias |
| Año                                                                             | Bautizados católicos | Total     | % de católicos | Total      | Clero secular | Clero regular | Bautizados por sacerdote | Diáconos permanentes | Varones    | Mujeres    | Parroquias |
| ------------------------------------------------------------------------------- | -------------------- | --------- | -------------- | ---------- | ------------- | ------------- | ------------------------ | -------------------- | ---------- | ---------- | ---------- |
| 1950                                                                            | 97 000               | 1 217 871 | 8.0            | 151        | 122           | 29            | 642                      |                      | 26         | 663        | 91         |
| 1966                                                                            | 223 406              | 1 679 216 | 13.3           | 224        | 188           | 36            | 997                      |                      | 35         | 855        | 96         |
| 1970                                                                            | 240 981              | 1 869 654 | 12.9           | 229        | 191           | 38            | 1052                     |                      | 67         | 739        | 96         |
| 1976                                                                            | 209 404              | 1 431 786 | 14.6           | 185        | 129           | 56            | 1131                     | 5                    | 81         | 304        | 81         |
| 1980                                                                            | 221 338              | 1 516 000 | 14.6           | 192        | 132           | 60            | 1152                     | 8                    | 68         | 256        | 93         |
| 1990                                                                            | 229 216              | 1 595 000 | 14.4           | 175        | 138           | 37            | 1309                     | 43                   | 47         | 504        | 91         |
| 1999                                                                            | 210 878              | 1 695 979 | 12.4           | 187        | 156           | 31            | 1127                     | 56                   | 13         | 410        | 95         |
| 2000                                                                            | 219 844              | 1 708 753 | 12.9           | 178        | 146           | 32            | 1235                     | 53                   | 45         | 468        | 95         |
| 2001                                                                            | 224 166              | 1 722 146 | 13.0           | 181        | 149           | 32            | 1238                     | 74                   | 44         | 462        | 95         |
| 2002                                                                            | 233 201              | 1 739 241 | 13.4           | 185        | 154           | 31            | 1260                     | 73                   | 47         | 488        | 95         |
| 2003                                                                            | 232 818              | 1 757 906 | 13.2           | 185        | 150           | 35            | 1258                     | 68                   | 44         | 460        | 95         |
| 2004                                                                            | 227 305              | 1 778 475 | 12.8           | 184        | 151           | 33            | 1235                     | 79                   | 40         | 456        | 95         |
| 2013                                                                            | 223 000              | 1 831 000 | 12.2           | 196        | 146           | 50            | 1137                     | 104                  | 52         | 381        | 84         |
| 2016                                                                            | 198 257              | 1 871 110 | 10.6           | 174        | 141           | 33            | 1139                     | 128                  | 36         | 418        | 81         |
| 2019                                                                            | 191 240              | 1 813 907 | 10.5           | 169        | 136           | 33            | 1131                     | 142                  | 36         | 408        | 74         |
| Fuente: Catholic-Hierarchy, que a su vez toma los datos del Anuario Pontificio. |                      |           |                |            |               |               |                          |                      |            |            |            |

## Episcopologio
- Joseph Henry Albers † (4 de agosto de 1937-1 de diciembre de 1965 falleció)
- Alexander Mieceslaus Zaleski † (1 de diciembre de 1965-16 de mayo de 1975 falleció)
- Kenneth Joseph Povish † (8 de octubre de 1975-7 de noviembre de 1995 retirado)
- Carl Frederick Mengeling (7 de noviembre de 1995-27 de febrero de 2008 retirado)
- Earl Alfred Boyea, desde el 27 de febrero de 2008